# Matías Domeyko
Matías Domeyko Cassel (1961) es un ingeniero comercial y empresario chileno, actual vicepresidente ejecutivo de la forestal local Celulosa Arauco y Constitución (Arauco), una de las mayores firmas de su rubro en el mundo.

## Primeros años de vida
Nacido como cuarto hijo de los seis que tuvo el matrimonio conformado por el arquitecto chileno Fernando Domeyko y la francesa Jacqueline Cassel, pasó cinco años de su niñez en el país natal de su madre. De vuelta en Chile, en 1970, fue matriculado en el colegio Alianza Francesa de la capital.
Se formó como ingeniero comercial en la Universidad de Chile, donde participaría activamente en los centros de alumnos.
Está casado con Magdalena Prieto, con quien tiene cuatro hijos.

## Vida pública
Apenas titulado se incorporó a Arauco. A los pocos años alcanzó la subgerencia de finanzas de la forestal. En ese cargo le tocó participar activamente a principios de los años '90 la colocación de eurobonos, bonos locales y el primer bono yankee de la empresa.
Tras ello pasó a la matriz, entonces liderada por Jorge Bunster. Allí ejerció el cargo de gerente de desarrollo, que tenía la responsabilidad de supervisar el abastecimiento de combustible y la relación con los proveedores. Cuatro años después volvió a Arauco, de la mano del gerente general Alejandro Pérez, esta vez como gerente de finanzas.
En 2005 pasó a la gerencia general tras la salida de Pérez, quien fue removdo tras verificarse la muerte de cientos de cisnes de cuello negro en un sector aledaño a Valdivia, hecho atribuido a una de sus plantas de celulosa.
A mediados de 2011 pasó a la recién creada vicepresidencia ejecutiva de la empresa.